# Il diritto alla pigrizia
Il diritto alla pigrizia (Le Droit à la paresse, 1883) è un pamphlet di Paul Lafargue, rivoluzionario francese di origini cubane e di ispirazione comunista.
Il testo, scritto dalla sua cella di prigione (nel 1880) e commentato in modo favorevole da Marx, muove un'aspra critica alla strana follia che si è impossessata di uomini e donne della società moderna: l'amore per il lavoro.
Secondo Lafargue, la passione per il lavoro è causa della degenerazione intellettuale tipica delle società capitalistiche, nonché generatrice di miserie individuali e sociali.
A sostegno del diritto all'ozio Lafargue porta un pungente ritratto della società lavoratrice del tempo, alienata da ritmi estenuanti e dal paradosso di macchinari sempre più precisi e veloci che non portano però ad un'effettiva riduzione delle ore di lavoro umane - quasi si volesse competere con la macchina, afferma sarcasticamente l'autore.
Sono inoltre presenti riferimenti alla concezione del lavoro in epoche passate:
(Il diritto alla pigrizia, Paul Lafargue)
Diversi sono i dirigenti socialisti che hanno reso omaggio a Lafargue per il pamphlet, divenuto più popolare delle sue pubblicazioni scientifiche.
(Karl Kautsky, articolo comparso sull'Arbeiter Zeitung e pubblicato da L'Humanité)
(Bracke-Desrousseaux)

## Edizioni
- Paul Lafargue, Il diritto alla pigrizia, (tr. Bini S.; Marazzi A.), Massari, 1996,  p. 176, ISBN 978-88-85378-77-3.
- Paul Lafargue, Il diritto alla pigrizia. Confutazione del Diritto al lavoro, (cur. Bibbolino S.; Maggini M.), Spartaco, 2004,  p. 96, ISBN 978-88-87583-34-2.
- Paul Lafargue, Diritto alla pigrizia (e qualche preghiera capitalista), Piano B, 2009,  p. 80, ISBN 978-88-903205-1-4.
- Paul Lafargue, Il diritto all’ozio. La religione del capitale, Il Ponte, 2015,  p. 128, ISBN 978-8888861500.